# Anna Carlsson
Anna Carlsson (* 24. August 1973 in Frankfurt am Main) ist eine deutsch-schwedische Schauspielerin, Synchron-, Hörbuch und Hörspielsprecherin. Als Interpretin von Hörbüchern ist sie auch im Bereich der Kinder- und Jugendliteratur vertreten. Für den Briefroman Liebe Tracey, liebe Mandy von John Marsden wurde sie gemeinsam mit Anna Thalbach in der Kategorie „Bestes Kinder-/Jugendbuch“ mit dem Deutschen Hörbuchpreis 2008 ausgezeichnet. Bekannt ist Carlsson vor allem als feste deutsche Synchronstimme von Eva Longoria.

## Leben und Karriere
Anna Carlsson verbrachte ihre Kindheit und Jugend in Stockholm, legte ihr Abitur jedoch in ihrer Geburtsstadt Frankfurt am Main ab. Während eines zweijährigen Aufenthalts in New York City nahm sie an Schauspielworkshops bei Skip Kollhoff und Uta Hagen teil. Zurück in Deutschland besuchte sie die renommierte Schauspielschule Gmelin in München, parallel nahm sie Gesangs- und Tanzunterricht. Unmittelbar nach ihrem Abschluss wurde sie für einige Fernsehproduktionen engagiert. So trat sie 1995 unter der Regie von Christoph Schrewe als Hauptdarstellerin neben Fabian Busch im Fernsehfilm Frankie auf. Gastrollen übernahm sie zudem in den Sat1-Produktionen  Sophie – Schlauer als die Polizei (1997) und Die Unzertrennlichen (1997), in der Familienserie Alle meine Töchter, im Kriminalfilm Die unerwünschte Zeugin (1998) sowie in den ZDF-Gerichtssendungen Verkehrsgericht und Streit um drei.

### Synchronisation

#### Realfilm und -serien
Erste Synchronrollen erhielt Anna Carlsson bereits in früher Jugend, so für Anna Sahlin in der zweiteiligen Verfilmung des Astrid Lindgren-Romans Wir Kinder aus Bullerbü (1986/87). Seit The Dead Will Tell (2004) ist sie die deutsche Feststimme von Eva Longoria, wird jedoch seit Coyote Ugly (2000) auch wiederkehrend für Piper Perabo eingesetzt, darunter in Das perfekte Paar (2004) und Von Frau zu Frau (2007). Zu einer Auswahl weiterer Engagements in Kinoproduktionen gehören die deutschsprachige Vertonung von Kate Hudson in Almost Famous – Fast berühmt (2000) und Eine Affäre in Paris (2003), Zooey Deschanel in Per Anhalter durch die Galaxis (2005) und Zum Ausziehen verführt (2006) und Zhang Ziyi in Die Geisha (2005).
Feste Serienhauptrollen boten sich ihr mit der Synchronisation von Eva Longoria als Gabrielle Solis in Desperate Housewives an, Anna Belknap als Lindsay Monroe in CSI: NY und Christina Applegate als Samantha in Samantha Who?. Infolge einer Erkrankung von Carola Ewert lieh Anna Carlsson ab Staffel 5, Episode 11, zudem Rose McGowan als Paige Matthews in der insgesamt acht Staffeln umfassenden Fantasyserie Charmed – Zauberhafte Hexen ihre Stimme, ebenso wie Eliza Dushku ab der vierten Staffel von Angel – Jäger der Finsternis.

#### Zeichentrick
Im Zeichentrickbereich wird Carlsson häufig für Produktionen der Walt Disney Company engagiert. Bekannt ist sie dort vor allem als deutsche Stimme von Kim Possible, Nani in Lilo & Stitch, Mira Nova in Captain Buzz Lightyear – Star Command und Karen Tehama in Fillmore!. In der von Disney initiierten Neusynchronisation der Märchenverfilmung Arielle, die Meerjungfrau löste Anna Carlsson 1998 ihre Vorgängerin Dorette Hugo ab und übernahm die deutsche Stimme der Titelfigur auch in den Fortsetzungen Arielle, die Meerjungfrau 2 – Sehnsucht nach dem Meer (2000) und Arielle, die Meerjungfrau – Wie alles begann (2008) sowie im Computerspiel Kingdom Hearts. Zudem hat sie auch Lanamon/Ranamon (eine der 10 legendären Digikrieger) in der Digimon-Frontier-Staffel ihre Stimme geliehen (2002). Von der 1. bis 2. Staffel hat sie auch für Diaspro in Winx Club gesprochen (die Serie gibt es seit 2003), in den Kinofilmen vom Winx Club lieh sie Darcy ihre Stimme. Als Black Lady im Anime Sailor Moon (1996), sowie in den Anime Dragon Ball Z (2002) als Videl, Dr. Slump (2002) als  Akane Kimidori und in den Anime DeaRs (2006) als Miyu, in der-Kinderinformationssendung Was ist was TV spricht Anna Carlsson das zum dreiköpfigen Moderatorenteam gehörende rote Ausrufezeichen „Tess“.

#### Andere Medien
Im Computerspiel Jagged Alliance (1995) sprach sie Brenda Richards, eine der Hauptfiguren.

### Hörbücher
Mit dem Briefwechsel Liebe Tracey, liebe Mandy des australischen Schriftstellers John Marsden debütierte Anna Carlsson als Hörbuchinterpretin. Für ihre gemeinsame Lesung mit Anna Thalbach erhielt sie 2008 den Deutschen Hörbuchpreis. Carlsson rezitiert seither regelmäßig Kinder- und Jugendliteratur, darunter Heute bin ich blond von Sophie van der Stap (2008), Ich bring mich um die Ecke von Erlend Loe (2008), Zweiunddieselbe. Wie viel von mir bin ich? von Mary E. Pearson (2009), Rotkäppchen muss weinen von Beate Teresa Hanika (2010) sowie Wenn du mich brauchst von Jana Frey (2012) mit Anna Thalbach und Max Landgrebe. Ihre Lesung Ein Tag ohne Zufall von Mary E. Pearson erzielte im April 2011 in der Kategorie „Kinder- und Jugendhörbücher“ Platz drei in der Hörbuchbestenliste. 2017 erschien die von Carlsson gelesene Romanadaption von Arielle, die Meerjungfrau im Hörverlag (ISBN 978-3844528336). 2020 veröffentlichte der Hörverlag die Romanadaption des Pixar-Films Soul als Hörbuch, gelesen von Anna Carlsson (ISBN 978-3-8445-3922-6). 2021 las sie gemeinsam mit Andreas Fröhlich das Hörbuch Wir warten auf Weihnachten: mit den schönsten Wintergeschichten aus aller Welt ein (Random House Audio, ISBN 978-3-8371-5807-6).

### Privatleben
Anna Carlsson ist mit dem Synchron- und Hörspielsprecher Andreas Fröhlich liiert und Mutter einer gemeinsamen Tochter. Die Familie lebt in Berlin.

## Hörspiele & Hörbücher (Auswahl)
- Was ist was Hörspielreihe, Anbieter: Tessloff (als Ausrufezeichen Tess)
- 2001: Folge 98 Die drei ??? Tal des Schreckens (als Kellnerin)
- 2001: Folge 100 Die drei ??? Toteninsel (als Rachel Hadden)
- 2001: Folge 42 Fünf Freunde Und der Dolch des Piraten (als Bedienung)
- 2017: Folge 190 Die drei ??? Die Kammer der Rätsel (als Sandy)
- 2021: Ab Folge 1 Kira Kolumna (als Laura Sommer)
- 2021: Wir warten auf Weihnachten: mit den schönsten Wintergeschichten aus aller Welt (gemeinsam mit Andreas Fröhlich), der Hörverlag, ISBN 978-3-8371-5807-6 (Hörbuch)
- 2023: THiLO: Ostwind. Rätsel um Piccola & Abenteuer in den Bergen, der Hörverlag, ISBN 978-3-8445-4810-5 (Hörbuch)
- 2023: Kim Possible: Der Ron-Faktor / Ausflug in die Geschichte (Hörspiel zur Disney TV-Serie), BookBeat & Walt Disney Records
- 2024: Folge 225 Die drei ??? und der Puppenmacher (als Tricia Cooper)
- 2024: THiLO: Ostwind. Ein Delfin braucht Hilfe & Das rettende Fohlen, Hörverlag, ISBN 978-3-8445-5206-5 (Hörbuch)
- 2025: Folge 234 Die drei ??? und der lebende Tresor (als Lucy Apple)

## Auszeichnungen
- 2008: Deutscher Hörbuchpreis in der Kategorie „Bestes Kinder-/Jugendbuch“ für Liebe Tracey, liebe Mandy von John Marsden